# 수 프라이스
수 프라이스(Sue Price, 1965년 3월 29일 ~ )는 미국의 배우, 영화배우이다. 미국의 전문 보디빌더이자 여배우이며, 아마도 영화의 원작 영웅인 로스앤젤레스 경찰국(LAPD)의 일원인 알렉스 레인(Alex Rain)에서 영감을 받은 캐릭터인 네미시스 (영화) 영화 시리즈에서 알렉스 싱클레어(Alex Sinclair) 역으로 가장 잘 알려져 있을 것이다.
일리노이주 디캘브에 있는 노던일리노이 대학교를 졸업하기 전에 라이온스 파크 초등학교, 링컨 중학교, 프로스펙트 고등학교를 다녔다. 그곳에서 보디빌딩에 관심을 갖게 되었다. 그 후 수는 보디빌딩 경력을 쌓기 위해 서해안으로 이사하기 전에 시카고의 북서부 교외에서 잠시 살았으며 나중에 파트너와 결혼했다. 그들은 이혼했고 수는 현재 오랜 남자 친구와 두 자녀와 함께 남부 캘리포니아에 거주하고 있다.

## 영화
- 네미시스 2 (1995년)
- 네미시스 3 (1996년) - 알렉스 역
- 네미시스 4 - 천사의 절규 (1995년)